# Sampler (tipo de álbum)
Un sampler es un tipo de álbum recopilatorio generalmente ofrecido a bajo precio, para poner en vitrina a una selección de artistas de una o más compañías discográficas. El formato se hizo popular a fines de los años 1960, cuando las compañías buscaban promover a artistas cuyo trabajo estaba disponible principalmente en el álbum en lugar de un sencillo, con lo que tenía pequeñas oportunidades de ganar exposición a través de un air play en la radio.
- Datos: Q3622455